# Augusto Gomes Júnior
Augusto Gomes Júnior (Montijo, 19 de dezembro de 1913 — Lisboa, 3 de outubro de 2014) foi um matador de toiros português.
Iniciou a sua carreira como bandarilheiro, tendo-se estreado como amador na praça de toiros do Sobral de Monte Agraço, em 1936, seguindo-se a alternativa, na Monumental do Campo Pequeno, em julho de 1937. Dois anos depois apresentou-se como novilheiro na praça lisboeta, iniciando aí o seu trajeto rumo à alternativa de matador de toiros. Estabeleceu-se em Espanha, onde se apresentou de luces na praça de Pamplona, a 21 de junho de 1942, tendo sido assim o primeiro novilheiro português a atuar no país vizinho. Uma colhida grave em Tafalla, que o obrigou a um interregno de cerca de quatro anos, impediu-o de se tornar o primeiro matador português; que acabou por ser Diamantino Viseu, a 23 de março de 1947, em Barcelona. Augusto Gomes Júnior recebeu a alternativa cinco meses mais tarde, em Constantina, a 10 de agosto do mesmo ano, apadrinhado por António Bienvenida, frente a toiros da ganadaria de Natera. Nessa altura já se havia apresentado em Las Ventas, onde debutou a 23 de junho de 1946. Foi novamente, nessa ocasião, o primeiro espada português a matar um toiro na monumental madrileña. De resto atuou ainda no Peru, Venezuela, Colômbia, Angola e Macau. Em 1951 optou, no entanto, por renunciar à alternativa de matador e regressar à categoria de bandarilheiro. Foi ainda instrutor de inúmeros jovens que aspiraram a fazer carreira no toureio apeado, na desaparecida Escola Arena, em Lisboa. 